# Дайм Барбера 1894 S
Дайм Барбера 1894-S — монета США номіналом 1 дайм з серії Барбера. Це одна з найцінніших для колекціонерів та дорогих монет США. Одну з них було продано 2005 року за 1,3 мільйони доларів, іншу за 1,9 мільйонів доларів на аукціоні в Тампі. Всього було випущено 24 монети цього типу, з них відомо лише 9: 7 з них не були в обігу, 2 сильно зношені. У 1957 році одну з останніх знайшли в ящику для зношених монет у магазині мережі Gimbels та продали за 2 долари 40 центів.

## Історія
У першій половині 1894 року лише 24 монети якості пруф з серії даймів Барбера були вироблені на монетному дворі Сан-Франциско. Причина такої кількості карбування досі невідома. Було виявлено лише кількість монет, приблизний час їх карбування, якість та те, що перша публічна згадка про них з'явилася у журналі «The Numismatist» у березні 1900 року.
За однією з версій суперінтендант монетного двору Джон Даггетт викарбував їх у подарунок для визначних банкірів. За іншою версією. річний аудит монетного двору Сан-Франциско виявив недостачу в 2 долари 40 центів, отже дайми були викарбувані для її покриття. За легендою, три з цих даймів отримала дочка суперінтенданта Геллі Даггетт, яка негайно витратила один з них на морозиво, а інші продала в 1950-х роках. Про продаж двох монет є свідоцтво самої Геллі, а одну з відомих монет значної зношеності називають «морозивний дайм».

## Вартість
У зв'язку з рідкісністю та загадковим минулим, дайм 1894 року S є однією з найрідкісніших монет США. У кінці 1990-х років один з даймів 1894-S був проданий за $825 тис. Пізніше ці монети продавалися за $1,035 млн 2005, за $1,3 млн того ж року та за $1,9 млн у 2007 році. На аукціоні 7 січня 2016 року найкращий екземпляр дайму 1894-S, сертифікований як «пруф-66» компанією Professional Coin Grading Service, був проданий за $1,997 млн. На аукціоні 2020 року таку монету було продано за $1,44 млн.